# Gladys Kipkemoi
Gladys Kipkemoi (ur. 15 października 1986) – kenijska lekkoatletka specjalizująca się w biegach długich. 
Startuje w biegu na 3000 m z przeszkodami. W 2004 roku została mistrzynią świata juniorek. Startowała na światowym czempionacie w Berlinie (2009) zajmując w finale ósme miejsce. Zdobywczyni brązowego medalu igrzysk Wspólnoty Narodów w 2010 roku. Dwa razy w karierze brała udział w światowym finale lekkoatletycznym.
Rekord życiowy: 9:13,22 (10 czerwca 2010, Rzym). Wynikiem 9:47,26 ustanowiła w 2004 roku rekord Afryki juniorów w biegu na 3000 m z przeszkodami. 

## Osiągnięcia
| Rok  | Impreza                             | Miejsce    | Lokata     | Wynik   |
| ---- | ----------------------------------- | ---------- | ---------- | ------- |
| 2004 | Mistrzostwa świata juniorów         | Grosseto   | 1. miejsce | 9:47,26 |
| 2006 | Światowy finał lekkoatletyczny IAAF | Stuttgart  | 4. miejsce | 9:37,57 |
| 2009 | Mistrzostwa świata                  | Berlin     | 8. miejsce | 9:14,62 |
| 2009 | Światowy finał lekkoatletyczny IAAF | Saloniki   | 3. miejsce | 9:21,18 |
| 2010 | Igrzyska Wspólnoty Narodów          | Nowe Delhi | 3. miejsce | 9:52,51 |
| 2013 | Mistrzostwa świata                  | Moskwa     | eliminacje | 9:54,22 |